# Pierre Aussedat
Pierre Aussedat, né le 11 octobre 1957 à Épinal, est un acteur français.

## Biographie
Il est le fils de Jacques Aussedat, notaire. Il descend de la famille des papetiers Aussedat de Cran-Gevrier. [réf. souhaitée]
Pierre Aussedat est un ancien élève du Conservatoire à rayonnement régional de Nancy, puis du Cours Florent. Alors qu'il est élève au cours Florent, il participe sans succès à une audition pour le rôle de Valère dans L'Avare de Jean Girault et Louis de Funès. Ce dernier apprécie toutefois sa prestation. Trois semaines plus tard, il est recontacté pour un autre rôle dans le film, alors qu'une audition où il n'est pas allé avait été organisée dans le but de le retrouver. Pendant ses études de comédien, il rencontre Yves Pignot qui va l'engager dans plusieurs pièces. Il va par la suite travailler sous la direction de Francis Huster, Luc Bondy ou Jean-Michel Ribes. Après son petit rôle dans L'Avare, il continuera à jouer de nombreux seconds rôles très variés au cinéma et à la télévision : Cyrano de Bergerac de Jean-Paul Rappeneau, Le Créateur d'Albert Dupontel, Belphégor, le fantôme du Louvre ou le rôle du sergent-chef Morlet dans Les Visiteurs. Depuis 2013, il tient le rôle récurrent du commissaire Briare dans la série Mongeville aux côtés de Francis Perrin.

## Filmographie

### Cinéma
- 1980 : L'Avare de Jean Girault et Louis de Funès : le clerc
- 1989 : The Waste Land de Timon Koulmasis : Jean-Claude
- 1990 : Cyrano de Bergerac de Jean-Paul Rappeneau : Premier marquis
- 1991 : Merci la vie de Bertrand Blier : Patient
- 1992 : Loulou Graffiti de Christian Lejalé : Bochaton
- 1993 : Les Visiteurs de Jean-Marie Poiré : Sergent-chef Morlet
- 1993 : Pétain de Jean Marbœuf : Hervé
- 1993 : Rupture(s) de Christine Citti
- 1996 : Un samedi sur la terre de Diane Bertrand : Technicien stand de tir
- 1998 : Les Cachetonneurs de Denis Dercourt : Fils du seigneur manoir
- 1998 : Le Barbier de Sibérie de Nikita Mikhalkov : Geller
- 1999 : Le Créateur de Albert Dupontel : Homme escalier
- 2000 : Les Acteurs de Bertrand Blier : Le bon spectateur
- 2000 : Les Frères Sœur de Frédéric Jardin : Thibault de Tourette
- 2001 : Belphégor, le fantôme du Louvre de Jean-Paul Salomé : Pierre Desfontaines
- 2001 : Un ange de Miguel Courtois : L'officiel
- 2001 : Grégoire Moulin contre l'humanité de Artus de Penguern : Policier
- 2003 : Le Divorce de James Ivory : Expert
- 2004 : Arsène Lupin de Jean-Paul Salomé : Louis Desfontaines
- 2004 : Grande école de Robert Salis : Le directeur de l'école
- 2005 : Saint-Jacques… La Mecque de Coline Serreau : Robert
- 2005 : Edy de Stéphan Guérin-Tillié : Médecin
- 2005 : Le Petit Lieutenant de Xavier Beauvois : Commissaire
- 2006 : Mon meilleur ami de Patrice Leconte : Homme casting
- 2006 : Les Ambitieux de Catherine Corsini : Un acteur de la Comédie-Française
- 2007 : Jacquou le Croquant de Laurent Boutonnat : Procureur
- 2007 : Zone libre de Christophe Malavoy : Le directeur de la fabrique
- 2011 : Qui a envie d'être aimé ? de Anne Giafferi : M. Chollet
- 2011 : De bon matin de Jean-Marc Moutout : Foucade
- 2012 : Comme un chef de Daniel Cohen : Gérard de Luz
- 2013 : Amour et turbulences d'Alexandre Castagnetti : Claude Talesh
- 2013 : Macadam Baby de Patrick Bossard : L'éditeur
- 2015 : Arnaud fait son 2e film d'Arnaud Viard : Le psychanalyste
- 2017 : Le Redoutable de Michel Hazanavicius : Le serveur du restaurant
- 2018 : Un beau voyou de Lucas Bernard : Le père de Bertrand
- 2019 : J'accuse de Roman Polanski : Colonel arrestation Picquart
- 2023 : Little Girl Blue de Mona Achache : Nikos Papatakis
- 2026 : De Gaulle d'Antonin Baudry : Georges Catroux

### Télévision
- 1989 : Les Jupons de la Révolution : Marat de Maroun Bagdadi :  Augustin Leclerc
- 1989 : La Grande Cabriole de Nina Companeez
- 1993 : Colis d'oseille de Yves Lafaye : Mango
- 1995 : Capitaine Cyrano de Maurice Failevic : Emile
- 1995 : Le Malingot de Michel Sibra : Antonie
- 1996 : Les Alsaciens ou les Deux Mathilde de Michel Favart
- 1997 : Mélanie de Emmanuel Finkiel : Le professeur
- 1999 : La Crim', épisode Mort d'un peintre : Lack
- 2000 : Oncle Paul de Gérard Vergez : Le policier aéroport
- 2000 : PJ, épisode Détournement : Mr. Malevoy
- 2000 : La Vérité vraie de Fabrice Cazeneuve : Le psychologue
- 2001 : PJ, épisode La Rumeur de Gérard Vergez : Jean Calder
- 2001 : Le Châtiment du Makhila de Michel Sibra : Cortasse
- 2002 : L'Enfant des lumières de Daniel Vigne : Le curé
- 2002 : La Vie au grand air de François Luciani : Eric
- 2002 : Napoléon d'Yves Simoneau : Laquais Tallien
- 2003 : Maigret, épisode Maigret et la princesse : Abbé Desnoyers
- 2003 : Une villa pour deux de Charlotte Brandström : Huissier
- 2003 : Les Enquêtes d'Éloïse Rome, épisode Rumeur fatale : Pierre Dano
- 2003 : Les Cordier, juge et flic, épisode Cours du soir : Serge Giboudeau
- 2004 : 93, rue Lauriston de Denys Granier-Deferre : Homme aux tableaux
- 2004 : Avocats et Associés, épisode Enfance volée : Patrick Garnier
- 2004 : La Crim', épisode Ivresse mortelle : Beaulieu
- 2005 : Le Triporteur de Belleville de Stéphane Kurc : Firmin Mervino
- 2005 : Jusqu'au bout de Maurice Failevic : Buchot
- 2006 : Le Cri d'Hervé Baslé : Marcel Panaud
- 2006 : PJ, épisode Stress : Fabertin
- 2007 : La Dame d'Izieu de Alain Wermus :  Homme au pardessus
- 2008 : La Résistance de Félix Olivier : Henri Frenay
- 2008 : Chez Maupassant : La chambre 11 de Jacques Santamaria : Le sous-préfet
- 2008 : Paris, enquêtes criminelles, épisode Visions : Dr Michel Roland
- 2009 : Cet été-là d'Élisabeth Rappeneau : Gérard Amat
- 2009 : À deux c'est plus facile d'Émilie Deleuze : Le marchand de journaux
- 2010 : Profilage, épisode L'âge sombre : Roger Lebecq
- 2010 : Les Bougon : Jean Besset
- 2011 : Accusé Mendès France de Laurent Heynemann : Général D'Astier
- 2012 : La Baie d'Alger de Merzak Allouache : Le colonel Charles
- 2012 : La smala s'en mêle, épisodes Un Nouveau Départ, Sauvage concurrence et  Je vous salue maman : Gilbert Letellier
- 2013 : Nicolas Le Floch, épisode Le sang des farines de Philippe Bérenger : Le prince de Conti
- 2013 - 2020 : Mongeville (série) : Commissaire Briare
- 2013 : La Rupture de Laurent Heynemann : Jérôme Monod
- 2014 : Rosemary's Baby d'Agnieszka Holland : Chirurgien
- 2018 : Les Mystères de la basilique de François Guérin : Père Boilot
- 2019 : La Stagiaire, épisode Impartiale : Jean-Luc Beynac
- 2019 : Marianne de Samuel Bodin : Monsieur Larsimon
- 2019 : Brûlez Molière ! de Jacques Malaterre : Péréfixe
- 2020 : De Gaulle, l'éclat et le secret de François Velle : Georges Thierry d'Argenlieu
- 2020 : La Révolution : Guy de Montargis
- 2023 : The New Look de Julia Ducournau : Henri

## Théâtre
- Sous sa propre direction :
  - Voyage au pays du synthétiseur, de lui-même
  - Voulez-vous jouer avec moâ ?, de Marcel Achard

- Sous la direction d'Yves Pignot :
  - Les fausses confidences de Marivaux
  - Mère courage de Bertolt Brecht
  - La veuve joyeuse de Franz Lehar
  - Napoléon et... Jean-Victor de Soizik Moreau

- Sous la direction de Jean-Daniel Laval :
  - Cinq pièces de Courteline, de Georges Courteline
  - En attendant Godot, de Samuel Beckett
  - Les fourberies de Scapin, de Molière
  - Un mensonge, de M-S Wahid

- Sous la direction de Pascal Elso :
  - Fête de Sławomir Mrożek
  - Les 22 Infortunes d'Arlequin de Carlo Gozzi
  - Namouna, d'Alfred de Musset
  - L'histoire du soldat, de Charles-Ferdinand Ramuz

- 1985 : George Dandin de Molière, mise en scène Guy Rétoré, Théâtre de l'Est Parisien
- 1987 : Richard de Gloucester, mise en scène Francis Huster, Théâtre du Rond-Point
- 1988 : Les Liaisons dangereuses, mise en scène Bernard Giraudeau, tournée
- 1994 : L'heure où nous ne savions rien l'un de l'autre de Peter Handke, mise en scène Luc Bondy, Théâtre du Châtelet
- 1996 : L'Avare de Molière, mise en scène Christophe Correia, tournée
- 1998 : Rêver peut-être de Jean-Claude Grumberg, mise en scène Jean-Michel Ribes, Théâtre du Rond-Point
- 2000 : On ne sait comment de Luigi Pirandello, Mise en scène Michel Fagadau, Comédie des Champs-Élysées
- 2002 : Baron de Jean-Marie Besset, Théâtre Tristan-Bernard
- 2005 : La Baignoire et les deux Chaises de Gilles Cohen, Théâtre du Rond-Point
- 2006 : Une visite inopportune de Copi, Mise en scène de Laurent Pelly, Théâtre de l'Ouest parisien
- 2007 : Victor Ou Les Enfants Au Pouvoir de Roger Vitrac, Mise en scène Alain Sachs, Théâtre Antoine
- 2008 : Jacques ou la soumission de Eugène Ionesco, Mise en scène de Laurent Pelly, Athénée théâtre Louis-Jouvet, tournée
- 2008 : Le Menteur de Carlo Goldoni, mise en scène Laurent Pelly, TNT-Théâtre national de Toulouse Midi-Pyrénées, tournée
- 2009 : Le Menteur de Carlo Goldoni, mise en scène Laurent Pelly, Théâtre des Célestins, tournée
- 2010 : Le Menteur de Carlo Goldoni, mise en scène Laurent Pelly, Théâtre du Gymnase, TNT-Théâtre national de Toulouse Midi-Pyrénées, tournée
- 2011 : Funérailles d'hiver, de Hanokh Levin, mise en scène Laurent Pelly, Théâtre national de Toulouse Midi-Pyrénées, Théâtre du Rond-Point
- 2011 : Short stories de Tennessee Williams, mise en scène Agathe Mélinand, Théâtre national de Toulouse Midi-Pyrénées
- 2012 : Macbeth de William Shakespeare, mise en scène Laurent Pelly, Théâtre national de Toulouse Midi-Pyrénées
- 2013 : Macbeth de William Shakespeare, mise en scène Laurent Pelly, Théâtre Nanterre-Amandiers
- 2014 : Folies Vaudeville de et mise en scène Jean Marbœuf, Théâtre La Bruyère
- 2015 : L'Oiseau vert de Carlo Gozzi, mise en scène Laurent Pelly, Théâtre de la cité TNT
- 2021 : Harvey de Mary Chase, mise en scène Laurent Pelly, Théâtre National Populaire de Villeurbanne
- 2025 : Gypsy d'Arthur Laurents et Jule Styne, mise en scène Laurent Pelly, Cité de la musique - Philharmonie de Paris